# Тон Копман
Тон Ко́пман (нід. Ton Koopman, нар. 2 жовтня 1944, Зволле) — нідерландський клавесиніст, органіст, диригент. Представник руху автентичного виконання.

## Освіта та творча діяльність
У 1970 році закінчив Консерваторію ім. Свелінка у Амстердамі як органіст (клас Сімона Янсена) та клавесиніст (клас Густава Леонхардта). Вивчав музикознавство в Амстердамському університеті. Лауреат міжнародного конкурсу клавесиністів у Брюгге у 1968 році.
1978-1988 — професор класу клавесину у Консерваторії Свелінка, з 1988 професор класу клавесину у Гаагській консерваторії (серед його учнів — Масаакі Судзукі). Як запрошений диригент працював з оркестром Консертгебау, Роттердамським філармонічним оркестром, оркестром баварського радіо Мюнхен, Клівлендським оркестром, Моцартеум-оркестром у Зальцбургзі, Бароковим оркестром Євросоюзу (EUBO) та ін.
У 1979 заснував та очолив Амстердамський бароковий оркестр, у 1992 — Амстердамський бароковий хор (сучасна назва — «Амстердамський бароковий оркестр та хор»). Гастролює по всьому світу, бере участь у міжнародних фестивалях старовинної музики «Путівник по бароко» (Itinéraire Baroque) в  аквітанській провінції Перигор. У репертуарі Копмана та його колективу здебільшого барокова музика (Бах, Гендель, Букстегуде), також музика віденських класиків.
Виступає редактором нотних видань, у тому числі органних концертів Генделя (у лейпцизькому видавнистві «Breitkopf & Härtel»). У штутгартському видавництві «Carus» разом з Я.Сімонсом підготував видання ораторії «Месія» Генделя, у котрому запропонував нову орнаментику, та ораторії «Страшний суд», приписуваної Букстегуде.
З 2004 року займає посаду президента Міжнародної спільноти Букстегуде.

## Аудіозаписи
Серед багатьох аудіозаписів Копмана всі органні твори Баха (на історичних інструментах, проект завершено 1999 року), повний комплект кантат Баха (з Амстердамським бароковим оркестром і хором та багатьма запрошеними солістами; проект відкрито 1994 року, завершено в 2005). Повна збірка творів Букстегуде (з тим самим колективом), всі органні концерти Генделя та багато іншого.